# الین (ترانه)
اِلِـین (انگلیسی: Elaine) ترانه‌ای از ابرگروه موسیقی سوئد آبا است که در سال ۱۹۸۰ منتشر شد و ترانهٔ پشت‌صفحهٔ «همه‌چیز به برنده تعلق دارد» بود. این آهنگ در مورد «طریق شاد و بی پروایی است که در راه عشق» طی می‌شود.